# کلمیم

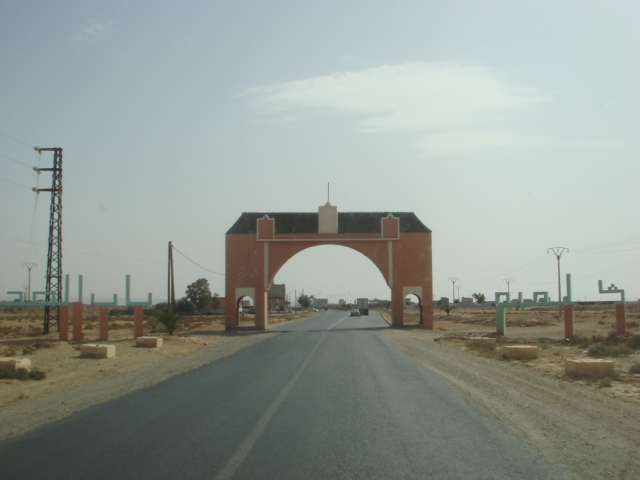
کلمیم

کلمیم (به عربی: كلميم) در مراکش با جمعیت ۱۱۷٬۰۰۰ نفر است که در کلمیم السماره واقع شده‌است.